# HMS Gurkha (G63)
«Гуркха» (G63) (англ. HMS Gurkha (G63) — військовий корабель, ескадрений міноносець типу «L» Королівського військово-морського флоту Великої Британії за часів Другої світової війни.
«Гуркха» був закладений 18 жовтня 1938 року на верфі компанії Cammell Laird, Беркенгед, під назвою HMS Larne (G63). 18 лютого 1941 року увійшов до складу Королівських ВМС Великої Британії.